# Brochella monticola
Brochella monticola är en tvåvingeart som beskrevs av Axel Leonard Melander 1927. Brochella monticola ingår i släktet Brochella och familjen dansflugor.
Artens utbredningsområde är Washington. Inga underarter finns listade i Catalogue of Life.